# No More Lies (EP)
A No More Lies EP az Iron Maiden brit heavy metal együttes 2004-ben megjelent középlemeze. Az EP a 2003-ban kiadott Dance of Death nagylemez dalait tartalmazza különböző változatokban. A címadó No More Lies az eredeti nagylemezes verzióban került fel, a Paschendale egy nagyzenekari hangszerelésben, míg az eredetileg akusztikus Journeyman egy elektromos hangszerekkel rögzített változatban. A lemezen rejtett számként szerepel az Age of Innocence dal alternatív verziója Age of Innocence... How Old? címmel Nicko McBrain dobos kommentárjával. A multimédiás CD tartalmazza még a No More Lies-hoz készült videót. Ajándékként egy Iron Maiden csuklószorító is került a lemez mellé.

## Számlista
1. No More Lies (Steve Harris) – 7:23
2. Paschendale (Orchestral Version) (Adrian Smith, Harris) – 8:27
3. Journeyman (Electric Version) (Smith, Harris, Bruce Dickinson) – 19:52

Age of Innocence... How Old? (rejtett bónusz) (Dave Murray, Harris)
- Video: No More Lies

## Közreműködők
- Bruce Dickinson – ének
- Dave Murray – gitár
- Janick Gers – gitár
- Adrian Smith – gitár
- Steve Harris – basszusgitár
- Nicko McBrain – dob